# لوتس كورتينا
لوتس كورتينا (بالإنجليزية: Lotus Cortina)‏ هي سيارة من تصنيع شركة فورد بالشراكة مع لوتس (سيارات).